# Prêt bonifié
Un prêt bonifié est un prêt complémentaire aux prêts classiques, soumis à des conditions particulières.

## Prêt Caisse de retraite
En France, les caisses de retraite de cadres essentiellement peuvent octroyer un prêt qui ressemble quant à son fonctionnement au prêt employeur. 

## Prêt fonctionnaire
En France, pour les fonctionnaires, un prêt bonifié peut être attribué. Son taux est de 4 % les trois premières années et 7 % ensuite. Il est accordé pour une durée de 10 à 15 ans.

## Prêt EDF, GDF
Dans le cadre d'un financement d'un équipement au gaz naturel, GDF propose en France un prêt d'un montant de 4 000 € à 6 000 €, avec des mensualités allant de 60 à 75 €. Il est possible lors de l'achat ou de la construction d'une maison individuelle située dans une zone desservie par GDF. La démarche est identique auprès de l'EDF qui propose également des prêts pour l'installation ou la rénovation de votre système de chauffage électrique. Ces prêts sont soumis à certaines conditions d'acceptation.

## Prêt Collectivité locale
Chaque département ou région peut voter en début d'année une ligne budgétaire d'aide à l'accès au logement et ainsi octroyer un prêt ou une aide directe.